# Prêmio APCA de melhor atriz de televisão
Troféu APCA de melhor atriz  de televisão é um dos prêmios oferecidos durante a realização do Troféu APCA, destinado à melhor performance de uma atriz em produções da televisão brasileira. A categoria está presente desde a ampliação da cerimônia dos galardões entregues pela Associação Paulista de Críticos de Arte, em 1972, ocasião em que Dina Sfat ganhou por sua atuação em Selva de Pedra.
Cleyde Yáconis, Fernanda Montenegro, Glória Pires e Irene Ravache são as atrizes que conquistaram mais estatuetas, todas com 4 vitórias. Eva Wilma e Regina Duarte levaram três estatuetas ambas. Ao todo, onze atrizes levaram o prêmio duas vezes, em ordem alfabética: Adriana Esteves, Betty Faria, Jussara Freire, Débora Duarte, Laura Cardoso, Marieta Severo, Marília Pêra, Nicette Bruno, Renata Sorrah, Susana Vieira e Yara Amaral.

## Vencedoras e indicadas

### 1972 - 2009
- 1972: Dina Sfat (Selva de Pedra)
- 1973: Eva Wilma (Mulheres de Areia) e Lélia Abramo (Uma Rosa com Amor)
- 1974: Betty Faria e Susana Vieira (O Espigão), Cleyde Yáconis (Os Inocentes), Elza Gomes e Neuza Amaral (Os Ossos do Barão)
- 1975: Eva Wilma (A Viagem) e Irene Ravache (A Viagem), Susana Vieira (Escalada)
- 1976: Betty Faria (Pecado Capital), Laura Cardoso (Os Apóstolos de Judas), Renata Sorrah e Yara Cortes (O Casarão)
- 1977: Nicette Bruno (Éramos Seis) e Rosamaria Murtinho (Nina)
- 1978: Cleyde Yáconis (Aritana), Gracinda Freire, Joana Fomm e Yara Amaral (Dancin' Days)
- 1979: Cleyde Yáconis (Gaivotas), Fernanda Montenegro (Cara a Cara), Regina Duarte (Malu Mulher) e Nicette Bruno (Como Salvar Meu Casamento)
- 1980: Dercy Gonçalves (Cavalo Amarelo), Tônia Carrero (Água Viva) e Regina Duarte (Malu Mulher)
- 1981: Fernanda Montenegro (Brilhante), Kate Hansen (O Resto é Silêncio), Lilian Lemmertz (Baila Comigo) e Yoná Magalhães (Os Imigrantes)
- 1982: Cleyde Yáconis (Ninho da Serpente), Marília Pêra (Quem Ama não Mata), Irene Ravache (Sol de Verão) e Tânia Alves (Lampião e Maria Bonita)
- 1983: Fernanda Montenegro e Yara Amaral (Guerra dos Sexos)
- 1984: Débora Duarte (Corpo a Corpo, Anarquistas, Graças a Deus e Padre Cícero), Lucinha Lins (Rabo de Saia), Geórgia Gomide e Marieta Severo (Vereda Tropical), Miriam Pires (Meus Filhos Minha Vida) e  Nathalia Timberg (Santa Marta Fabril S.A.)
- 1985: Regina Duarte (Roque Santeiro)
- 1987: Marília Pêra (Brega & Chique)
- 1988: Glória Pires (Vale Tudo)
- 1990: Jussara Freire (Pantanal)
- 1991: Glória Pires (O Dono do Mundo)
- 1992: Cláudia Abreu (Anos Rebeldes)
- 1993: Glória Pires (Mulheres de Areia)
- 1994: Irene Ravache (Éramos Seis)
- 1995: Aracy Balabanian (A Próxima Vítima) e Laura Cardoso (Irmãos Coragem)
- 1996: Arlete Salles (Salsa e Merengue) e Drica Moraes (Xica da Silva)
- 1997: Eva Wilma (A Indomada)
- 1998: Adriana Esteves (Torre de Babel)
- 1999: Débora Duarte (Terra Nostra)
- 2000: Marieta Severo (Laços de Família)
- 2001: Christiane Torloni (Um Anjo Caiu do Céu)
- 2002: Eliane Giardini (O Clone)
- 2003: Nívea Maria (A Casa das Sete Mulheres)
- 2004: Renata Sorrah (Senhora do Destino)
- 2005: Fernanda Montenegro (Belíssima)
- 2006: Lília Cabral (Páginas da Vida)
- 2007: Camila Pitanga (Paraíso Tropical) e Jussara Freire (Vidas Opostas)
- 2008: Patricia Pillar (A Favorita)
- 2009: Larissa Maciel (Maysa: Quando Fala o Coração)

### 2010–atualmente
| Ano  | Vencedora e indicadas | Novela/Série                    | Personagem                                    |
| ---- | --------------------- | ------------------------------- | --------------------------------------------- |
| 2010 | Irene Ravache         | Passione                        | Clotilde Yolanda Souza e Silva (Clô)          |
| 2011 | Glória Pires          | Insensato Coração               | Norma Pimentel Amaral                         |
| 2012 | Adriana Esteves       | Avenida Brasil                  | Carmen Lúcia Moreira de Souza (Carminha)      |
| 2013 | Bianca Comparato      | A Menina Sem Qualidades         | Ana                                           |
| 2013 | Elizabeth Savalla     | Amor à Vida                     | Márcia do Espírito Santo                      |
| 2013 | Angela Leal           | Dona Xepa                       | Carlota Losano Coelho (Dona Xepa)             |
| 2013 | Jussara Freire        | Pecado Mortal                   | Donana Vêneto                                 |
| 2013 | Tatá Werneck          | Amor à Vida                     | Valdirene do Espírito Santo                   |
| 2014 | Cássia Kis Magro      | Amores Roubados / O Rebu        | Carolina Dantas / Gilda Rezende               |
| 2014 | Drica Moraes          | Império                         | Cora dos Anjos Bastos                         |
| 2014 | Dira Paes             | Amores Roubados                 | Celeste Cavalcanti                            |
| 2014 | Letícia Sabatella     | Sessão de Terapia               | Bianca Cadore                                 |
| 2014 | Patrícia Pillar       | Amores Roubados / O Rebu        | Isabel Braga Favais / Angela Mahler           |
| 2015 | Grazi Massafera       | Verdades Secretas               | Larissa Ramos                                 |
| 2015 | Drica Moraes          | Verdades Secretas               | Carolina Brito Ticiano                        |
| 2015 | Irene Ravache         | Além do Tempo                   | Condessa Vitória Castellini / Vitória Ventura |
| 2015 | Marieta Severo        | Verdades Secretas               | Fanny Richard                                 |
| 2015 | Simone Spoladore      | Magnífica 70                    | Dora Dumar / Vera                             |
| 2016 | Selma Egrei           | Velho Chico                     | Encarnação de Sá Ribeiro                      |
| 2016 | Adriana Esteves       | Justiça                         | Fátima Libéria do Nascimento                  |
| 2016 | Débora Bloch          | Justiça                         | Elisa de Almeida                              |
| 2016 | Fabíula Nascimento    | Velho Chico                     | Eulália Rosa                                  |
| 2016 | Lucy Alves            | Velho Chico                     | Luzia Rosa dos Anjos                          |
| 2017 | Juliana Paes          | A Força do Querer / Dois Irmãos | Fabiana Duarte Feitosa (Bibi Perigosa) / Zana |
| 2017 | Carol Duarte          | A Força do Querer               | Ivana Garcia / Ivan Garcia                    |
| 2017 | Elizângela            | A Força do Querer               | Aurora Duarte                                 |
| 2017 | Marjorie Estiano      | Sob Pressão                     | Drª. Carolina Alencar                         |
| 2017 | Paolla Oliveira       | A Força do Querer               | Jeiza Nascimento Rocha                        |
| 2018 | Marjorie Estiano      | Sob Pressão                     | Drª. Carolina Alencar                         |
| 2018 | Adriana Esteves       | Assédio/ Segundo Sol            | Stela Nascimento/ Laura Bottini (Laureta)     |
| 2018 | Alice Wegmann         | Onde Nascem os Fortes           | Maria Ferreira da Silva                       |
| 2018 | Letícia Colin         | Segundo Sol                     | Rosa Câmara                                   |
| 2018 | Patricia Pillar       | Onde Nascem os Fortes           | Cássia Ferreira da Silva                      |
| 2019 | Débora Bloch          | Segunda Chamada                 | Profª. Lúcia Marques Rocha                    |
| 2019 | Fabiula Nascimento    | Bom Sucesso / Sessão de Terapia | Mariana Prado Monteiro (Nana) / Chiara Ferraz |
| 2019 | Grazi Massafera       | Bom Sucesso                     | Paloma da Silva                               |
| 2019 | Maria Casadevall      | Coisa Mais Linda                | Maria Luiza Carone Furtado (Malu)             |
| 2019 | Marjorie Estiano      | Sob Pressão                     | Drª. Carolina Alencar                         |
| 2020 | Camila Morgado        | Bom Dia, Verônica               | Janete Cruz                                   |
| 2020 | Tatiana Tiburcio      | Falas Negras                    | Mirtes Souza                                  |
| 2020 | Andrea Beltrão        | Hebe                            | Hebe Camargo                                  |
| 2020 | Marjorie Estiano      | Sob Pressão                     | Drª. Carolina Alencar                         |
| 2020 | Regina Casé           | Amor de Mãe                     | Lurdes dos Santos Silva                       |
| 2021 | Letícia Colin         | Onde Está Meu Coração           | Drª Amanda Vergueiro Meireles                 |
| 2021 | Paula Cohen           | Nos Tempos do Imperador         | Carlota Maria (Lota), Baronesa do Fervedouro  |
| 2021 | Débora Bloch          | Segunda Chamada                 | Profª. Lúcia Marques Rocha                    |
| 2021 | Letícia Sabatella     | Nos Tempos do Imperador         | Teresa Cristina, Imperatriz do Brasil         |
| 2021 | Mariana Ximenes       | Nos Tempos do Imperador         | Luísa de Barros, Condessa de Barral           |
| 2021 | Regina Casé           | Amor de Mãe                     | Lurdes dos Santos Silva                       |
| 2022 | Isabel Teixeira       | Pantanal                        | Maria Pereira Santos (Maria Bruaca)           |
| 2022 | Dira Paes             | Pantanal                        | Filomena Aparecida (Filó)                     |
| 2022 | Letícia Colin         | Todas as Flores                 | Vanessa Cruz                                  |
| 2022 | Paloma Duarte         | Além da Ilusão                  | Heloísa Camargo                               |
| 2022 | Sophie Charlotte      | Todas as Flores                 | Maíra Valente                                 |
| 2023 | Sophie Charlotte      | Todas as Flores                 | Maíra Valente                                 |
| 2023 | Adriana Esteves       | Os Outros                       | Cibele Costa Gonçalves                        |
| 2023 | Letícia Colin         | Todas as Flores                 | Vanessa Cruz                                  |
| 2023 | Maeve Jinkings        | DNA do Crime / Os Outros        | Suellen / Mila                                |
| 2023 | Marjorie Estiano      | Fim                             | Ruth                                          |
| 2024 | Andréa Beltrão        | No Rancho Fundo                 | Josefa Maria Limoeiro (Zefa Leonel)           |
| 2024 | Adriana Esteves       | Os Outros                       | Cibele Costa Gonçalves                        |
| 2024 | Daphne Bozaski        | Família É Tudo                  | Lupita Maria Del Rosario de La Cruz           |
| 2024 | Edvana Carvalho       | Renascer                        | Inácia de Jesus Galvão                        |
| 2024 | Mariana Ximenes       | Mania de Você                   | Ísis dos Santos Cavalcanti                    |

## Múltiplas vitórias e indicações
As seguintes atrizes conquistaram duas ou mais vezes o APCA de melhor atriz:
| Vitórias | Atrizes             |
| -------- | ------------------- |
| 4        | Cleyde Yáconis      |
| 4        | Fernanda Montenegro |
| 4        | Glória Pires        |
| 4        | Irene Ravache       |
| 3        | Eva Wilma           |
| 3        | Regina Duarte       |
| 2        | Adriana Esteves     |
| 2        | Betty Faria         |
| 2        | Jussara Freire      |
| 2        | Débora Duarte       |
| 2        | Laura Cardoso       |
| 2        | Marieta Severo      |
| 2        | Marília Pêra        |
| 2        | Nicette Bruno       |
| 2        | Renata Sorrah       |
| 2        | Susana Vieira       |
| 2        | Yara Amaral         |

As seguintes atrizes conquistaram duas ou mais indicações ao APCA de melhor atriz:
| Indicações | Atrizes             |
| ---------- | ------------------- |
| 6          | Adriana Esteves     |
| 5          | Irene Ravache       |
| 5          | Marjorie Estiano    |
| 4          | Cleyde Yáconis      |
| 4          | Fernanda Montenegro |
| 4          | Glória Pires        |
| 4          | Letícia Colin       |
| 3          | Débora Bloch        |
| 3          | Drica Moraes        |
| 3          | Eva Wilma           |
| 3          | Jussara Freire      |
| 3          | Marieta Severo      |
| 3          | Patrícia Pillar     |
| 3          | Regina Duarte       |
| 2          | Betty Faria         |
| 2          | Débora Duarte       |
| 2          | Dira Paes           |
| 2          | Fabiula Nascimento  |
| 2          | Grazi Massafera     |
| 2          | Laura Cardoso       |
| 2          | Letícia Sabatella   |
| 2          | Mariana Ximenes     |
| 2          | Marília Pêra        |
| 2          | Nicette Bruno       |
| 2          | Regina Casé         |
| 2          | Renata Sorrah       |
| 2          | Sophie Charlotte    |
| 2          | Susana Vieira       |